# Johannes Johansson (fotbollsspelare)
Johannes Johansson, född 8 januari 1999, är en svensk fotbollsspelare som spelar för Ystads IF.

## Karriär
Johansson började spela fotboll som fyraåring i SoGK Charlo. Efter det blev det spel i Ystads IF, innan han som 14-åring gick till Trelleborgs FF. Säsongen 2015 spelade Johansson 20 matcher för Öja FF i Division 4. Därefter spelade Johansson ett halvår i IFK Osby innan han sommaren 2016 återvände till Trelleborgs FF. I mars 2017 flyttades Johansson upp i A-laget. Den 20 maj 2017 debuterade Johansson i Superettan i en 1–1-match mot Åtvidabergs FF, där han byttes in i den 78:e minuten mot Zoran Jovanović.
Den 30 januari 2018 lånades Johansson ut till division 2-klubben Österlen FF över säsongen 2018. I november 2018 blev det klart att han stannade kvar i Österlen FF på en permanent övergång. I maj 2019 gick Johansson till division 4-klubben Janstorps AIF. Han spelade 16 matcher och gjorde fem mål för klubben under säsongen 2019.
Inför säsongen 2020 gick Johansson till division 3-klubben IFK Simrishamn. Han spelade 11 matcher under säsongen 2020 då klubben blev nedflyttade till division 4. Följande säsong spelade Johansson 22 matcher och gjorde två mål då IFK Simrishamn åter blev uppflyttade till division 3.
Inför säsongen 2024 gick Johansson till division 4-klubben Ystads IF.